# Gennadij Jevrjuzjichin
Gennadij Jegorovitj Jevrjuzjichin (ryska: Геннадий Егорович Еврюжихин), född den 4 februari 1944 i Kazan, Sovjetunionen, död 15 mars 1998 i Moskva i Ryssland, var en sovjetisk fotbollsspelare som medverkade i det sovjetiska landslaget som tog OS-brons i fotbollsturneringen vid de olympiska sommarspelen 1972 i München.